# Король Испании
Король Испании (исп. Rey de España) — титул правителей Королевства Испания, образовавшегося в конце XV — начале XVI века при слиянии королевства Кастилия и Леон с королевством Арагон. В Средние века использовался титул император всей Испании. Официально первым, принявшим титул король Испании, был Филипп II. С 2014 года престол занимает король Филипп VI.

## Титул
Полный титул монарха: Его Величество Король Испании, Кастилии, Леона, Арагона, Обеих Сицилий, Иерусалима, Наварры, Гранады, Толедо, Валенсии, Галисии, Майорки, Севильи, Сардинии, Кордовы, Корсики, Мурсии, Менорки, Хаэны, Алгарве, Альхесираса, Гибралтара, Испанского Востока и Вест-Индии, Островов и Материков Океанов и Морей, Эрцгерцог Австрийский, Герцог Бургундский, Брабантский, Миланский, Неопартский, Граф Габсбург, Фландрии, Тироля, Руссильона и Барселоны, Владыка Бискайи и Молины, Григорио, Великий Испанский Самодержец.

## Ответственность за решения
Решения Короля скрепляются подписью председателя Правительства и, при необходимости, соответствующих министров. Представление кандидата и назначение председателя Правительства, а также роспуск Генеральных Кортесов, предусмотренный статьёй 99 Конституции, скрепляются подписью председателя Конгресса. За решения Короля ответственны лица, скрепившие их своей подписью.

## Наследование престола
Испанская Корона наследуется преемниками Его Величества Дона Хуана Карлоса I де Бурбон, законного наследника исторической династии. Наследование престола осуществляется в обычном порядке первородства и представительства, отдаётся предпочтение предшествующей ветви перед последующими, в той же ветви — более близкой степени родства, при той же степени родства — мужчине перед женщиной, при том же поле — старшему перед младшим. Наследный Принц со дня его рождения или же с момента, когда он таковым будет провозглашён, обретает достоинство Принца Астурийского, так же, как и все остальные титулы, традиционно относящиеся к наследнику испанской Короны. В случае, если угасают все ветви династии, имеющие право на наследование Короны, Генеральные Кортесы решают вопрос о наследовании в наиболее подходящей для интересов Испании форме. Тот, кто обладая правом на наследование Короны, заключит брак, несмотря на запрет Короля или Генеральных Кортесов, лишается, равно как и его потомки, права на наследование Короны. Отречение и отставка, равно как и любые сомнения по существу или по праву, возникшие в связи с порядком наследования Короны, решаются законом. Супруга Короля или супруг Королевы не могут осуществлять конституционных функций, кроме функций, установленных законом о Регентстве.

## Вступление в должность
При Коронации перед Генеральными Кортесами Король приносит присягу в том, что будет честно выполнять свои обязанности, исполнять и защищать Конституцию и законы и уважать права граждан и автономных Сообществ. Наследный принц, по достижении совершеннолетия, и Регент или Регенты, приступая к исполнению обязанностей, приносят такую же присягу, также как и присягу верности Королю.

## Полномочия
Король Испании:
- является главой государства;
- символ единства Испании;
- арбитр и примиритель в постоянной деятельности государственных органов;
- неприкосновенен и не подлежит ответственности;
- подписывает и обнародует законы;
- созывает и распускает Генеральные Кортесы и назначает выборы в порядке, предусмотренном Конституцией;
- назначает референдум в случаях, предусмотренных Конституцией;
- предлагает кандидата в председатели Правительства и, при необходимости, назначает или освобождает его от должности в соответствии с условиями, предусмотренными в Конституции;
- по представлению председателя Правительства назначает на должность членов Правительства и освобождает их от должности;
- издаёт согласованные в Совете Министров декреты, жалует гражданские и воинские должности, награждает орденами и присваивает почётные звания в соответствии с законами;
- осведомлён о государственных делах и председательствует в силу этого на заседаниях Совета министров, когда сочтёт это необходимым, по просьбе председателя Правительства;
- является Верховным главнокомандующим Королевскими Вооружёнными Силами Испании;
- осуществляет право помилования в соответствии с законом, который не предусматривает всеобщих амнистий;
- оказывает высшее покровительство королевским Академиям;
- назначает послов и других дипломатических представителей. Иностранные представители в Испании аккредитируются при нём;
- подписывает международные договоры от имени государства, в соответствии с Конституцией и законами;
- с предварительного согласия Генеральных Кортесов, объявляет войну и заключает мир;
- назначает Премьер-министра страны;
- по представлению председателя Правительства назначает на должность и освобождает от должности остальных членов Правительства;
- назначает референдум по предложению председателя Правительства, предварительно одобренному Конгрессом депутатов;
- от его имени осуществляется правосудие судьями и членами судов, представляющими судебную власть;
- назначает 20 членов Верховного суда на 5 лет;
- назначает Председателя Конституционного Суда по предложению Генерального Совета судебной власти в порядке, устанавливаемом законом;
- назначает Генерального Прокурора Государства по предложению Правительства, с учётом мнения Генерального Совета судебной власти;
- назначает 12 членов Конституционного Суда;
- назначает Председателя Конституционного Суда из числа его членов по представлению пленума того же суда и сроком на три года.

## Финансирование
Король получает от государственного бюджета общую сумму на содержание своей семьи и Двора и свободно распоряжается ей.